# Maxillarieae
Триб Maxillarieae включва около 1000 вида орхидеи, класифицирани в приблизително 70 – 80 рода, разпределени в 10 подтриба. Естествено разпространени са в тропичните зони на Южна и Централна Америка. Повечето представители са епифити. Няколко, обаче са мико-хетеротрофи. Обикновено притежават псевдобулба, но има и видове устроени с изменени стебла, които понякога са подземни. Големият род, който е дал името на въпросния триб е така наречената Максилария (Maxillaria)